# هربرت فاغنر (عسكري)
هربرت فاغنر (بالألمانية: Herbert Wagner)‏ هو عسكري ألماني، ولد في 19 يناير 1896 في شتوتغارت في ألمانيا، وتوفي بنفس المكان في 5 سبتمبر 1968.